# Championnats d'Asie de judo 2009
 (janvier 2024).
Si vous disposez d'ouvrages ou d'articles de référence ou si vous connaissez des sites web de qualité traitant du thème abordé ici, merci de compléter l'article en donnant les références utiles à sa vérifiabilité et en les liant à la section « Notes et références ».
Navigation
Édition précédente Édition suivante
Les championnats d'Asie de judo 2009, vingt-et-unième édition des championnats d'Asie de judo, ont eu lieu les 23 et 24 mai 2009 à Taipei, à Taïwan.